# Giacomo Repetto
Giacomo Repetto (fl. XX secolo) è stato un calciatore italiano, di ruolo attaccante.

## Carriera
Con la Dominante gioca 7 gare nel campionato di Divisione Nazionale 1928-1929.